# Península de Kertx
La península de Kertx (en ucraïnès Керченський півострів, Kèrtxensi pivóstriv; en rus Керченский полуостров, Kèrtxenski poluóstrov; en tàtar de Crimea Keriç Yarımadası) és una llengua de terra que constitueix la part oriental de la península de Crimea, al sud d'Ucraïna. Està banyada pel mar d'Azov al nord, el mar Negre al sud i l'estret de Kertx a l'est.
La península de Kertx es prolonga al llarg de 90 km d'est a oest. La seva amplada és de 17 km a l'oest, a l'alçada de l'istme de Parpatx, que la separa de la resta de Crimea, però pot arribar fins als 50 km. La seva superfície és al voltant dels 3.000 km². Està separada de la península de Taman, a Rússia, per l'estret de Kertx.
En el pla administratiu, la península està dividida entre el districte o raion de Lèninski (Yedi Quyu) i el municipi de Kertx (Keriç), principal aglomeració urbana de la península.